# Abelharuco-purpúreo
Abelharuco-de-barba-púrpura, abelharuco-azulão ou abelharuco-purpúreo (Meropogon forsteni), também conhecido por abelharuco-azulão  é uma ave da família dos abelharucos (Meropidae). É uma espécie endémica da ilha de Sulawesi na Indonésia. Esta espécie é frequentemente vista em clareiras no interior de florestas densas.
É a única espécie do género Meropogon. O seu nome científico homenageia a Eltio Alegondas Forsten (1811–1843), quem obteve os primeiros espécimes nas Índias Orientais entre 1838 e 1842.

## Descrição
O abelharuco-purpúreo é uma ave comprida e colorida, com cauda longa, bico longo e asas algo arredondadas. Mede 25–26 cm de comprimento, excluindo os 6 cm das penas da cauda.
O macho adulto apresenta cabeça, face e peito de cor purpúra. As partes superiores, asas e cauda são verdes, excepto a zona da nuca que tem cor castanho-avermelhada, e as penas centrais da cauda são mais compridas que as demais. A parte inferior do abdómen é castanho-avermelhada e a parte inferior da cauda é castanha.
A fêmea adulta é semelhante, mas a parte superior do abdómen é castanho-avermelhada, não púrpura. Os juvenis têm coroa e nuca verdes, face escura e peito azulado. Não apresentam as penas centrais da cauda compridas dos adultos.

## Comportamento
O abelharuco-purpúreo tem movimentos sazonais, reproduzindo-se em terra na estação seca e deslocando-se para as zonas costeiras na estação das chuvas. Tal como outras espécies de abelharucos, faz os seus ninhos em tocas com até 90 cm de profundidade escavadas nas margens de rios e penhascos arenosos, mas não forma colónias. De igual forma, tal como outros abelharucos, alimenta-se de abelhas, vespas, libélulas e escaravelhos, que são apanhados em voo. Os indivíduos caçam sozinhos ou em pares, em lugar de em bando, e passam longos períodos em poleiros favoritos de onde efectuam surtidas em perseguição das suas presas.